# Myanmars damlandslag i volleyboll
Myanmars damlandslag i volleyboll representerar Myanmar i volleyboll på damsidan. Laget kom 6:a vid asiatiska spelen 1966 och på 16:e plats vid asiatiska mästerskapet 2013.